# Aydın Karabulut
Aydın Karabulut (Berlijn, 25 januari 1988) is een Turks voetballer die ook een Duits paspoort heeft. Hij speelt bij de tweede klasse ploeg Göztepe SK.

## Statistieken
| seizoen | club           | land    | competitie       | wed. | goals |
| ------- | -------------- | ------- | ---------------- | ---- | ----- |
| 2006/07 | Beşiktaş JK    | Turkije | Süper Lig        | 1    | 0     |
| 2007/08 | Beşiktaş JK    | Turkije | Süper Lig        | 13   | 1     |
| 2008/09 | Beşiktaş JK    | Turkije | Süper Lig        | 3    | 0     |
| 2009/10 | MKE Ankaragücü | Turkije | Süper Lig        | 7    | 1     |
| 2010/11 | Karabükspor    | Turkije | Süper Lig        | 3    | 0     |
| 2011/12 | Göztepe SK     | Turkije | Bank Asya 1. Lig | 8    | 0     |
| Totaal: |                |         |                  | 35   | 2     |

## Erelijst
- Beşiktaş JK
  - Landskampioen : 2008/09
  - Turkse voetbalbeker : 2005/06